# Сан Пјетро ди Карида
Сан Пјетро ди Карида (итал. San Pietro di Caridà) је насеље у Италији у округу Ређо ди Калабрија, региону Калабрија.
Према процени из 2011. у насељу је живело 622 становника. Насеље се налази на надморској висини од 343 м.

## Становништво
Према резултатима пописа становништва 2011. у општини је живело 1.265 становника.
| 1931. | 1936. | 1951. | 1961. | 1971. | 1981. | 1991. | 2001. | 2011. |
| ----- | ----- | ----- | ----- | ----- | ----- | ----- | ----- | ----- |
| 2.485 | 2.578 | 2.890 | 2.778 | 2.351 | 2.014 | 1.980 | 1.715 | 1.265 |